# Le Pont (Les Sentinelles de l'air)
Pour les articles homonymes, voir Le Pont.
Le Pont (A Day of Disaster) est le 6e épisode de la première saison de la série télévisée Les Sentinelles de l'air. L'ordre de diffusion étant différent de l'ordre de production, il fut le quinzième épisode réalisé.

## Synopsis
Une fusée, en destination pour Mars, se dirige vers son pas de tir situé de l'autre côté du pont d'Arlington. Au moment du passage sur ce pont, celui-ci s'écroule et la fusée se retrouve sous l'eau tout en restant à la verticale dans sa position de décollage, mais sous des tonnes de gravats. Le compte à rebours pour le déclenchement des moteurs s'est mis en marche dans l'accident. Dans 12 heures, les hommes dans la fusée risquent de mourir.
 
La Sécurité Internationale doit intervenir....